# Geophis talamancae
Geophis talamancae är en ormart som beskrevs av Lips och Savage 1994. Geophis talamancae ingår i släktet Geophis och familjen snokar. Inga underarter finns listade i Catalogue of Life.
Denna orm förekommer i västra Panama och i angränsande områden av Costa Rica. Arten lever i bergstrakter mellan 1200 och 1880 meter över havet. Habitatet utgörs av fuktiga skogar. Individerna gräver i lövskiktet och i det översta jordlagret. Honor lägger ägg.
Beståndet hotas av skogarnas omvandling till jordbruks- och odlingsmark för kaffebuskar. IUCN listar arten som starkt hotad (EN).